# OpenWrt
OpenWrt er en Linux-baseret firmware til indlejrede systemer såsom (trådløse) routere. Understøttelse var oprindelig begrænset til Linksys WRT54G serien, men er siden udvidet til også at omfatte andre chipsets, producenter og apparattyper, inklusive Netgear-, D-Link-, Asus-routere og mange andre, inklusive Openmoko-mobiltelefoner. De populæreste routere ser ud til at være Linksys WRT54G-serien og Asus WL-500g. OpenWrt anvender primært en kommandolinjegrænseflade, men egenskaberne omfatter også en web-baseret grafisk grænseflade. Teknisk support ydes via fora og IRC.
Udviklingen af OpenWrt blev oprindeligt hjulpet af at det er let at ændre producenters software frigivet under GNU General Public License (GPL), som kræver at producenter frigiver alle ændringer foretaget på den oprindelige kildekode udgivet under GPL.

## Egenskaber
OpenWrt tilbyder mange af de samme egenskaber som producentens standardfirmware til routere, såsom DHCP-tjenester og trådløs kryptering via WEP, Wi-Fi Protected Access eller WPA2. OpenWrt tilbyder også talrige andre egenskaber som er fraværende eller dårligt implementeret i standardfirmwares:
- port forwarding af ekstern trafik til computere bag NAT inden i LAN
- UPnP til dynamisk konfigureret port forwarding
- statiske DHCP leases
- omfattende firewall- og router-konfiguring
- servicekvalitet til applikationer såsom VoIP, online gaming, og streaming media
- konfigurering af apparatet som en trådløs repeater, trådløs basisstation, trådløs switch – eller kombinationer af dem
- Selvkonfigurerende radionet
- brug af Dynamisk DNS-tjenester til af bibeholde et fast domænenavn med en ISP som ikke tilbyder en fast ip-adresse
- kommandolinjetilgang via SSH eller telnet
- på apparater med USB-porte understøtter OpenWrt printerdeling, Windows-kompatibel fildeling (via SAMBA), USB-audio, og stort set alle andre enheder som kan forbindes
- datanet monitorering i realtid
- en omfattende AJAX-enabled[forklar yderligere] webgrænseflade, takket være LuCI project Arkiveret 26. november 2010 hos  Wayback Machine
- måske det mest vigtige: jævnlige fejlrettelser og opdateringer, selv for apparater som ikke længere understøttes af deres producenter

En ny og brugbar OpenWrt-egenskab er dets fuldt skrivbare filsystem, som tillader pakkehåndteringssystemmanagement via ipkg-pakkesystemet (opkg i nyere versioner). Dette gør OpenWrt meget bredt anvendeligt og tilpasbart til forskellige krav ved at yde brugeren muligheden at installere ny software. Dette står i kontrast til andre Linux-baserede firmwares, som ofte er baseret på et skrivebeskyttet SquashFS-filsystem (eller lignende), som tilbyder effektiv kompression men ingen mulighed for at ændre den installerede software uden at genoversætte og brænde et komplet firmwarebillede.

## Deriviater
- Chillifire – OpenWrt-baseret firmware med fokus på trådløs hotspotstyring
- Obelisco – (website på spansk)
- Midge Linux
- PacketProtector – OpenWrt-baseret sikkerhedsdistribution som omfatter IDS, IPS, VPN, og webantivirusmuligheder.
- Coova – OpenWrt-baseret med fokus på trådløse hotspots.
- Freifunk – Tysk software der understøtter trådløse selvkonfigurerende radionet med OLSR, baseret på OpenWrt. Tilgængelig på mange sprog.
- RO.B.IN – ROBIN (ROuting Batman INside) er et open source selvkonfigurerende radionet-projekt, baseret på OpenWrt kamikazeversionen. Det kan køre på enhver Atheros AP51-router såsom Meraki Mini eller La Fonera og ved anvendelse af B.A.T.M.A.N. selvkonfigurerende radionetrouting.
- Gargoyle Router Firmware – En webgrænseflade til OpenWrt som lægger vægt på anvendelighed.
- FreeWRT – En deriviat af OpenWrt-projektet.
- X-Wrt – Forbedring af OpenWrt-webgrænsefladen.
- FON – OpenWrt-baserede trådløse routere som fungerer som hotspots. Kildekode og toolchain er tilgængelig på fonosfera.org Arkiveret 20. oktober 2008 hos  Wayback Machine